# استودیوهای ایلینگ

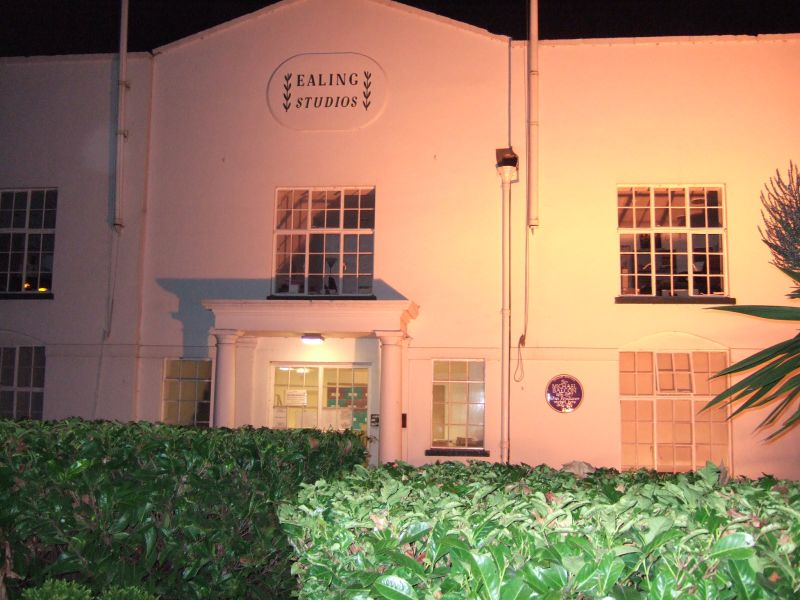
استودیوهای ایلینگ

استودیوهای ایلینگ (انگلیسی: Ealing Studios) یک شرکت فیلم‌سازی در سینما و تلویزیون در انگلستان است.
این شرکت که ناحیه ایلینگ در غرب لندن قرار دارد برای اولین در سال ۱۹۰۲ توسط ویل بارکر آغاز به کار کرد، فیلم‌های مطرحی همچون قلب‌های مهربان و نیم‌تاج‌ها، گذرنامه ورود به پیملیکو و قاتلین پیرزن از تولیدات این استودیو محسوب می‌شود.

## فیلم‌ها

### دوران باسیل دین
- پرنده‌های شکاری (۱۹۳۰)
- نشانه چهار (۱۹۳۲)
- دیکتاتور (۱۹۳۵)

### دوران مایکل بالکون
- قلب گرفتار (۱۹۴۶)
- نیکلاس نیکلبی (۱۹۴۷)
- اسکات از قطب جنوب (۱۹۴۸)
- گذرنامه ورود به پیملیکو (۱۹۴۹)
- ویسکی به وفور! (۱۹۴۹)
- قلب‌های مهربان و نیم‌تاج‌ها (۱۹۴۹)
- سالن رقص (۱۹۵۰)
- آهنربا (۱۹۵۰)
- تبهکاران لاوندر هیل (۱۹۵۱)
- مردی با لباس سفید (۱۹۵۱)
- افراد مرموز (۱۹۵۲)
- دریای بی‌رحم (۱۹۵۳)
- ملاقات آقای لوسیفر (۱۹۵۳)
- نیم‌تنه رنگارنگ (۱۹۵۴)
- قلب تقسیم‌شده (۱۹۵۴)
- قاتلین پیرزن (۱۹۵۵)
- دانکرک (۱۹۵۸) – به‌همراه مترو گلدوین مایر